# Torsten Falk
Torsten Falk, född 14 augusti 1902 i Stockholm, död där 8 augusti 1994, var en svensk målare.
Falk studerade vid Konsthögskolan i Stockholm 1925–1931. Han medverkade i utställningar med Sveriges allmänna konstförening på Liljevalchs konsthall ett flertal gånger.